# Norton Motorcycle Company

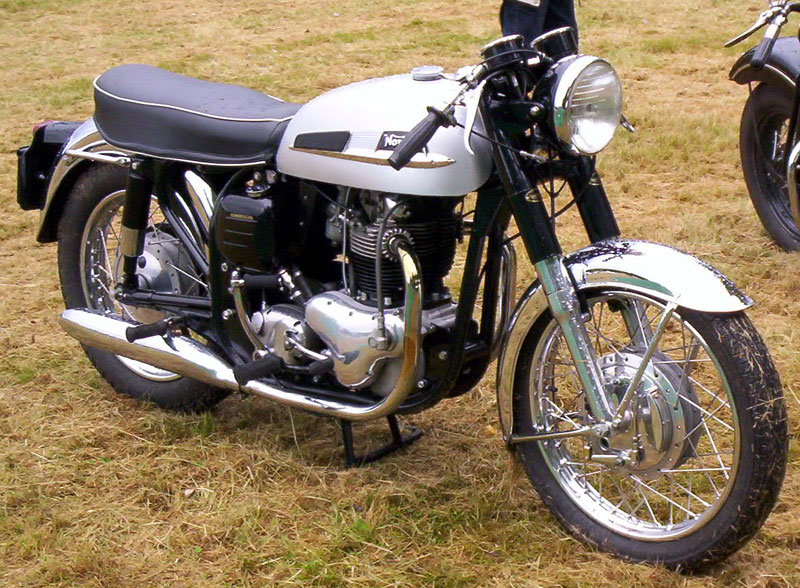
Norton Dominator

Norton je britská značka čtyřtaktních motocyklů. Firmu založil v Birminghamu v roce 1898 James Lansdowne Norton (1869-1925). První motor, který nesl jméno Norton (jednoválec SV 490 cm3) byl vyroben v roce 1908. Sídlo firmy se nalézá u Donington Park. 